# Adrián Embarba
Adrián Embarba Blázquez (Madrid, 7 maggio 1992) è un calciatore spagnolo, centrocampista del Rayo Vallecano in prestito dall'Almería.

## Caratteristiche tecniche
È un esterno destro.

## Carriera
Ha giocato nella prima divisione spagnola.

## Palmarès

### Club

#### Competizioni nazionali
- Segunda División: 1

Espanyol: 2020-2021